# Terres-de-Caux
Terres-de-Caux é uma comuna francesa na região administrativa da Normandia, no departamento do Sena Marítimo. Estende-se por uma área de 38.01 km². Em 2010 a comuna tinha 4 278 habitantes (densidade: 112,5 hab./km²).
Foi criada em 1 de janeiro de 2017, a partir da fusão das antigas comunas de Fauville-en-Caux (sede da comuna), Auzouville-Auberbosc, Bennetot, Bermonville, Ricarville, Sainte-Marguerite-sur-Fauville e Saint-Pierre-Lavis.